# Smith Streeter
Smith Streeter (1 de julho de 1851 — Thawville, 1931) foi um atleta canadense que competiu em provas de roque pelos Estados Unidos.
Streeter é o detentor de uma medalha olímpica, conquistada na edição norte-americana, os Jogos de St. Louis, em 1904. Nesta ocasião, superou o compatriota Charles Brown, em prova conquistada pelo também estadunidense Charles Jacobus, para encerrar como vice-campeão.